# À la chaîne
Singles de Superbus
All Alone
(2012) Whisper
(2012)
À la chaîne est le second single de Sunset, cinquième album studio du groupe français Superbus.

## Composition et paroles
La chanson a été écrite par Jennifer Ayache et composée par Patrice Focone, le lead guitariste du groupe.
Le critique de Adobuzz fait remarquer que Jennifer Ayache dénonce dans la chanson « une société un peu trop portée sur sa vie interactive » et un « quotidien bien formaté » lorsqu'elle chante :
« le monde est léthargique - juste le doigt sur le clic. »

## Parution
Le single est sorti en digital le 6 août 2012.

## Clip vidéo
Le clip a été tourné à Los Angeles et réalisé par Mark Maggiori, à l'instar de celui du premier single, All Alone, et est sorti le 14 août, en exclusivité sur le site de la radio NRJ.